# Bilal Biat
Bilal Biat  (en arabe : بلال بيات), né le 11 mai 1989 à Martil, est un footballeur international marocain évoluant au poste d'avant-centre à l'US Sidi Kacem.

## Biographie
Bilal rejoint dès son plus jeune âge les jeunes sections du Kénitra AC, il y gravit tous les échelons jusqu'à intégrer l'équipe première en 2007. À partir de la saison 2011/2012, il devient titulaire indiscutable et inscrit 7 buts en 18 matchs durant cette saison.
Il termine 2e meilleur buteur de championnat du Maroc en 2013 avec 12 buts et aide son club à maintenir sa place parmi l'élite.
Bilal Biat a fréquenté le lycée public Idriss 1er dans le quartier de Bab Fes à Kénitra où il obtient un baccalauréat scientifique option physique chimie, puis s'est inscrit à la Faculté des Sciences de Kénitra, filière Science de la Matière Physique.
En 2013 il rejoint les FAR de Rabat où il ne réussit pas à s'imposer surtout à cause des blessures il rejoint ensuite en 2015 le KAC Marrakech sous forme de prêt d'un an.
En 2016 il revient à son équipe formateur Kénitra AC

## Carrière
- 2009-2013 : Kénitra AC  Maroc
- 2013-2015 : FAR Rabat  Maroc[2]
- 2015-2016 : KAC Marrakech  Maroc
- 2016-2019 : Kénitra AC  Maroc
- 2019- : US Sidi Kacem  Maroc

## Distinctions personnelles
- 2e Meilleur buteur du championnat du Maroc en 2013 avec 12 buts